# Premiile Laurence Olivier
Premiile Laurence Olivier (Laurence Olivier Awards), cunoscute mai simplu ca Premiile Olivier (Olivier Awards), reprezintă premii de teatru, prezentate anual în cadrul unei gale, de către Societatea teatrului londonez (Society of London Theatre) pentru a recunoaște excelența în teatrul din Londra. Cunoscute inițial ca Premiile Societății teatrului din West End (Society of West End Theatre Awards), au fost redenumite în 1984 pentru a-l onora pe Laurence Olivier, cunoscutul actor britanic shakespearian.
Sunt considerate echivalentul premiilor Tony din Statele Unite sau premiului Molière din Franța.
Ceremonia de acordare a premiilor are loc la diferite teatre din Londra. Între 2012 și 2016, ceremonia s-a desfășurat la Royal Opera House, iar din 2017 a fost mutată la Royal Albert Hall. Ceremonia este transmisă în direct la televiziune de către postul ITV1 care deține drepturile de televizare începând cu anul 2013.

## Istoric
Premiile au fost acordate pentru prima oară în 1976 de către Society of London Theatre sub numele ales atunci de Society of West End Awards fiind designate de artistul plastic Tom Merrifield. În 1984, cunoscutul actorul britanic Laurence Olivier a fost de acord ca aceste premii să fie redenumite în onoarea sa ca Premiile Laurence Olivier (Laurence Olivier Awards). Prima gală de desemnare a premiilor, Olivier 1976, s-a ținut în decembrie 1976 la hotelul Café Royal.

## Selecția acordării premiilor
Premiile sunt acordate de patru jurii separate pentru teatru, operă, dans și afilieri.
Majoritatea Premiilor Olivier sunt oferite în categorii teatrale, acoperind piese de teatru (vorbite) și piese muzicale (musicals). Categoriile teatrale sunt analizate, apoi se realizează o listă  de nominalizări din care se alege un câștigător pe categorie, de către un juriu specializat în teatru. Juriul constă din cinci membri anonimi, specialiști în domeniu, care sunt aleși pe baza prestației lor profesionale. la acest juriu profesionist se adaugă opt membri ai publicului, patru pentru piese și patru pentru muzicaluri.

## Ceremonie

### Prezentatori
Printre prezentatorii ceremoniilor de decernare a Premiilor Olivier se numără și Michael Ball, Imelda Staunton, Anthony Head, James Nesbitt, Richard E. Grant, Richard Wilson, Sue Johnston, Clive Anderson, Angela Lansbury, Barry Norman, Peter Barkworth, Daniel Radcliffe, Anthony Hopkins, Sue Lawley, Diana Rigg, Edward Fox, Tim Rice, Gary Wilmot, Jane Asher, Tom Conti, Denis Quilley și Angela Rippon.
Printre persoanele notabile, care au prezentat acordarea unui premiu individual, sunt și Diana, Prințesă de Wales, Eddie Izzard, Kevin Spacey și Sir Tom Stoppard, iar în 2007, fiul lui Laurence Olivier, Richard.